# كرايغ ماكدونالد
كرايغ ماكدونالد (بالإنجليزية: Craig McDonald)‏ (16 يوليو 1962، كولومبوس في الولايات المتحدة)؛ صحفي، كاتب وروائي أمريكي.